# Кам'яниця Толочківська
Кам'яниця Толочківська — будинок № 39 площі Ринок у Львові.

## Історія

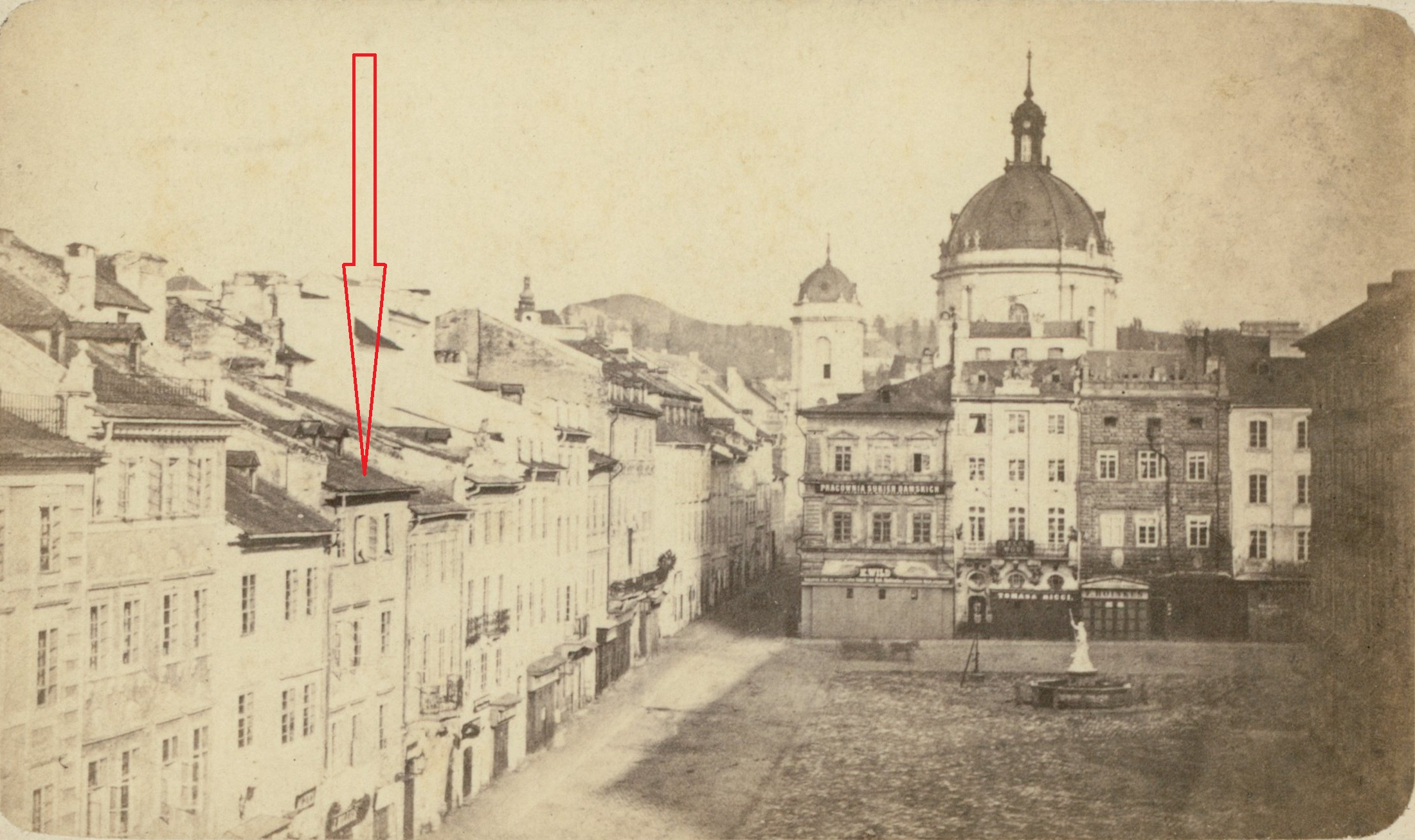
Площа ринок, 1865 рік

Будівля споруджена у XVII ст. У 1656-1657 та 1660-1663 рр. тут знаходився королівський монетний двір. 1776 року перебудована цеховим будівничим Яковом Петровським на замовлення тодішнього власника Яна Бойсерона. У 1783 р. у будинку мешкав видатний український художник С. Строїнський. Дім ґрунтовно перебудовано 1896 року за проєктом Вінцентія Кузневича.

## Архітектура
Житловий будинок, XVIII століття. Цегляний, витягнутий у глиб ділянки, триповерховий, двохчастинна система внутрішнього планування відображена на фасаді ризалітом. Фасад прикрашений ліпленням, вікна другого поверху обрамлені наличниками, фасад увінчаний розвиненим карнизом з модульонів. Є цікавим плафон з орнаментальним розписом в сінях, чи не єдиний збережений зразок декоративного живопису в цивільній архітектурі старого Львова..